# Squel Jorgea
Squel Jorgea Ferreira (Rio de Janeiro, 4 de outubro de 1982) é uma porta-bandeira brasileira. Atualmente defende a Portela. Foi duas vezes campeã do carnaval carioca pela Estação Primeira de Mangueira.
Também é vencedora de dois Estandartes de Ouro, considerado o "Óscar do carnaval carioca", entre outros prêmios como o Tamborim de Ouro.
Foi a primeira porta-bandeira na história do Carnaval carioca a defender os pavilhões tanto da Portela quanto da Mangueira.

## Biografia
Squel Jorgea Ferreira da Silva nasceu no dia 4 de outubro de 1983, no bairro do Estácio, no Rio de Janeiro. Sua ligação com o carnaval vem de berço. Sua mãe desfilava na Estação Primeira de Mangueira. Seu pai, na Acadêmicos do Grande Rio. É neta de Xangô da Mangueira, histórico sambista do carnaval carioca. Desde pequena seu pai lhe levava para frequentar a quadra da Grande Rio, escola de Duque de Caxias. Começou a desfilar na escola aos nove anos, primeiro como baianinha, depois como passista e porta-bandeira mirim. Em 1999, ganhou um concurso para segunda porta-bandeira da escola. Em 2002, aos 18 anos, assumiu o primeiro posto.
Como primeira porta-bandeira da Grande Rio, conquistou três vice-campeonatos (2006, 2007 e 2010). Em 2011, um incêndio destruiu o barracão da escola na Cidade do Samba. A agremiação não foi julgada. Após o desfile de 2012, se desligou da Grande Rio. Em 2013, desfilou pela Mocidade Independente de Padre Miguel, mas no mesmo ano deixou a escola. Para o carnaval de 2014, foi contratada pela Mangueira para substituir Marcella Alves, formando par com o mestre-sala Raphael Rodrigues. Em 2014, foi uma das personalidades homenageadas no desfile da Unidos do Porto da Pedra, em homenagem aos casais de mestre-sala e porta-bandeira. No carnaval de 2015, dançando na chuva, Squel e Raphael conquistaram a nota máxima de todos os jurados. Squel também recebeu seu primeiro Estandarte de Ouro, prêmio considerado o "Óscar do carnaval". No desfile, em homenagens às mulheres brasileiras, Squel incluiu em sua coreografia o gesto do "V de vitória", eternizado pela porta-bandeira mangueirense Neide.
Em 2016, Squel conquistou seu primeiro título no carnaval carioca. Mais uma vez, ela e Raphael receberam a nota máxima de todos os jurados. No desfile em homenagem à cantora Maria Bethânia, Squel se destacou pelo seu figurino, representando uma iaô iniciada no candomblé. A porta-bandeira cortou o cabelo para utilizar uma touca que fizesse ela parecer careca. Com a saída de Raphael Rodrigues da Mangueira, a escola subiu de posto Matheus Olivério, seu segundo mestre-sala. Matheus é filho de Xangô da Mangueira e tio de Squel. No final de 2018, Squel e Leandro Vieira terminaram o relacionamento de dez anos. Os dois seguiram trabalhando juntos na Mangueira. Em 2019, Squel conquistou seu segundo título de campeã pela Mangueira. Pelo terceiro ano seguido, Squel e Matheus receberam nota máxima de todos os jurados. Squel também recebeu seu segundo Estandarte de Ouro.
Depois do desfile de 2022, Squel anunciou o fim de sua carreira. Mas, não era de fato o fim. A Portela decidiu lhe chamar para ser a 1ª Porta-bandeira da escola a partir de 2024, Squel aceitou o convite. Portanto, dançará junto com o Mestre-sala Marlon Lamar a partir do próximo carnaval.

## Carnavais
Abaixo, a lista de carnavais de Squel Jorgea e seu desempenho em cada ano.
| Legenda: 0 Nota descartada N Escola foi campeã |

| Ano  | Grupo    | Escola                                | Classificação            | Mestre-sala              | Notas                    | Notas                    | Notas                    | Notas                    | Notas                    | Ref.          |
| ---- | -------- | ------------------------------------- | ------------------------ | ------------------------ | ------------------------ | ------------------------ | ------------------------ | ------------------------ | ------------------------ | ------------- |
| 1999 | Especial | Acadêmicos do Grande Rio              | 6.º Lugar                | Márcio Luis              | Segunda Porta-Bandeira   | Segunda Porta-Bandeira   | Segunda Porta-Bandeira   | Segunda Porta-Bandeira   | Segunda Porta-Bandeira   | [ 17 ]        |
| 2000 | Especial | Acadêmicos do Grande Rio              | 9.º Lugar                | Márcio Luis              | Segunda Porta-Bandeira   | Segunda Porta-Bandeira   | Segunda Porta-Bandeira   | Segunda Porta-Bandeira   | Segunda Porta-Bandeira   | [ 18 ]        |
| 2001 | Especial | Acadêmicos do Grande Rio              | 6.º Lugar                | Jorge Luiz               | Segunda Porta-Bandeira   | Segunda Porta-Bandeira   | Segunda Porta-Bandeira   | Segunda Porta-Bandeira   | Segunda Porta-Bandeira   | [ 19 ]        |
| 2002 | Especial | Acadêmicos do Grande Rio              | 7.º Lugar                | Sidclei Santos           | 9,8                      | 10                       | 9,8                      | 9,7                      | -                        | [ 20 ] [ 21 ] |
| 2003 | Especial | Acadêmicos do Grande Rio              | 3.º Lugar                | Sidclei Santos           | 9,9                      | 10                       | 10                       | 9,9                      | -                        | [ 22 ] [ 23 ] |
| 2004 | Especial | Acadêmicos do Grande Rio              | 10.º Lugar               | Sidclei Santos           | 9,8                      | 10                       | 9,9                      | 9,8                      | -                        | [ 24 ] [ 25 ] |
| 2005 | Especial | Acadêmicos do Grande Rio              | 3.º Lugar                | Sidclei Santos           | 10                       | 10                       | 9,9                      | 10                       | -                        | [ 26 ] [ 27 ] |
| 2006 | Especial | Acadêmicos do Grande Rio              | Vice-campeã              | Sidclei Santos           | 9,9                      | 10                       | 10                       | 10                       | -                        | [ 28 ] [ 29 ] |
| 2007 | Especial | Acadêmicos do Grande Rio              | Vice-campeã              | Sidclei Santos           | 9,9                      | 10                       | 9,9                      | 9,9                      | -                        | [ 30 ] [ 31 ] |
| 2008 | Especial | Acadêmicos do Grande Rio              | 3.º Lugar                | Sidclei Santos           | 10                       | 9,9                      | 10                       | 10                       | -                        | [ 32 ] [ 33 ] |
| 2009 | Especial | Acadêmicos do Grande Rio              | 5.º Lugar                | Sidclei Santos           | 9,9                      | 10                       | 9,9                      | 9,9                      | -                        | [ 34 ] [ 35 ] |
| 2010 | Especial | Acadêmicos do Grande Rio              | Vice-campeã              | Sidclei Santos           | 10                       | 10                       | 10                       | 10                       | 9,9                      | [ 36 ] [ 37 ] |
| 2011 | Especial | Acadêmicos do Grande Rio              | A escola não foi julgada | A escola não foi julgada | A escola não foi julgada | A escola não foi julgada | A escola não foi julgada | A escola não foi julgada | A escola não foi julgada | [ 38 ]        |
| 2012 | Especial | Acadêmicos do Grande Rio              | 5.º Lugar                | Luís Felipe Rosa         | 10                       | 9,9                      | 9,9                      | 9,8                      | -                        | [ 39 ] [ 40 ] |
| 2013 | Especial | Mocidade Independente de Padre Miguel | 11.º Lugar               | Feliciano Júnior         | 9,9                      | 9,8                      | 9,8                      | 9,7                      | -                        | [ 41 ] [ 42 ] |
| 2014 | Especial | Estação Primeira de Mangueira         | 8.º Lugar                | Raphael Rodrigues        | 9,9                      | 9,9                      | 9,9                      | 9,8                      | -                        | [ 43 ] [ 44 ] |
| 2015 | Especial | Estação Primeira de Mangueira         | 10.º Lugar               | Raphael Rodrigues        | 10                       | 10                       | 10                       | 10                       | -                        | [ 45 ] [ 46 ] |
| 2016 | Especial | Estação Primeira de Mangueira         | Campeã                   | Raphael Rodrigues        | 10                       | 10                       | 10                       | 10                       | -                        | [ 47 ] [ 48 ] |
| 2017 | Especial | Estação Primeira de Mangueira         | 4.º Lugar                | Matheus Olivério         | 10                       | 10                       | 10                       | 10                       | -                        | [ 49 ] [ 50 ] |
| 2018 | Especial | Estação Primeira de Mangueira         | 5.º Lugar                | Matheus Olivério         | 10                       | 10                       | 10                       | 10                       | -                        | [ 51 ] [ 52 ] |
| 2019 | Especial | Estação Primeira de Mangueira         | Campeã                   | Matheus Olivério         | 10                       | 10                       | 10                       | 10                       | -                        | [ 53 ] [ 54 ] |
| 2020 | Especial | Estação Primeira de Mangueira         | 6.º Lugar                | Matheus Olivério         | 9,9                      | 9,9                      | 9,9                      | 10                       | 9,9                      | [ 55 ]        |
| 2022 | Especial | Estação Primeira de Mangueira         | 7.º Lugar                | Matheus Olivério         | 9,9                      | 10                       | 10                       | 10                       | 9,9                      | [ 56 ]        |
| 2024 | Especial | Portela                               | 5.º lugar                | Marlon Lamar             | 9,9                      | 9,9                      | 9,8                      | 9,9                      | -                        | [ 57 ]        |
| 2025 | Especial | Portela                               | 5.º lugar                | Marlon Lamar             | 10                       | 10                       | 10                       | 10                       | -                        | [ 58 ]        |
| 2026 | Especial | Portela                               |                          | Marlon Lamar             |                          |                          |                          |                          |                          | [ 59 ]        |

## Títulos e estatísticas
| Divisão        | Campeonato | Ano         | Vice | Ano               | Terceiro lugar | Ano               |
| -------------- | ---------- | ----------- | ---- | ----------------- | -------------- | ----------------- |
| Grupo Especial | 2          | 2016 e 2019 | 3    | 2006, 2007 e 2010 | 3              | 2003, 2005 e 2008 |

## Premiações
- Estandarte de Ouro

1. 2015 - Melhor porta-bandeira (Mangueira) [10]
2. 2019 - Melhor porta-bandeira (Mangueira) [60]

- Gato de Prata

1. 2010 - Melhor porta-bandeira (Grande Rio) [61]
2. 2016 - Melhor porta-bandeira (Mangueira) [62]

- Plumas & Paetês Cultural

1. 2024 - Melhor casal de mestre-sala e porta-bandeira (com Marlon - Portela) [63]

- Prêmio 100% Carnaval

1. 2020 - Melhor porta-bandeira (Mangueira) [64]

- Prêmio SRzd

1. 2015 - Melhor casal de mestre-sala e porta-bandeira (com Raphael Rodrigues - Mangueira) [65]
2. 2018 - Melhor casal de mestre-sala e porta-bandeira (com Matheus Olivério - Mangueira) [66]

- S@mba-Net

1. 2016 - Melhor casal de mestre-sala e porta-bandeira (com Raphael Rodrigues - Mangueira) [67]
2. 2022 - Melhor casal de mestre-sala e porta-bandeira (com Matheus Olivério - Mangueira) [68]

- Tamborim de Ouro

1. 2006 - Melhor casal de mestre-sala e porta-bandeira (com Sidclei Santos - Grande Rio) [69]
2. 2009 - Melhor casal de mestre-sala e porta-bandeira (com Sidclei Santos - Grande Rio) [70]
3. 2010 - Melhor casal de mestre-sala e porta-bandeira (com Sidclei Santos - Grande Rio) [71]

- Troféu Sambista

1. 2016 - Melhor casal de mestre-sala e porta-bandeira (com Raphael Rodrigues - Mangueira) [72]

- Troféu Tupi Carnaval Total

1. 2015 - Melhor casal de mestre-sala e porta-bandeira (com Raphael Rodrigues - Mangueira) [73]